# 京橋 (東京都)
京橋（日语：／ Kyōbashi */?）是日本東京都中央區南部的一個地名。現行行政地名為京橋一丁目至京橋三丁目。郵遞區號104-0031。
在1947年前，此地存在稱為京橋區的行政區劃。1947年，東京都內的次級行政區進行自治地位升級並同時由原本的35區簡化為23個特別行政區，在過程中京橋區與日本橋區合併，從而成為今日的中央區。

## 地理
中央区京桥地域（旧京桥区），北连日本桥，东接八丁堀，南与银座接壤，西与八重洲相邻。今日稱呼為「京橋」的通常是指舊京桥区的北部，區域內办公大楼林立。此地區也是許多文化設施匯集之地，例如矗立在京橋遺址邊上的警视厅警察博物馆，電影院連鎖集團東京劇場的發跡地銀座劇場（テアトル銀座，今巴而可銀座劇場的前身），石橋美術館，與東京國立近代美術館電影中心等。除此之外，京橋也是許多日本知名企業的總部或東京分公司的聚集地，例如老字號的食品零售商明治屋、輪胎大廠普利司通、食品業的明治製菓、味之素，與日本大型酒廠之一的朝日啤酒之東京統括支社等。
在過去此區域的中央有一條名為京桥川、江戶時代所開鑿的運河通過，但二戰之後包括京橋川、部分江戶城的護城河、櫻川、楓川在內的幾條運河都陸續被填平以作為道路用地。今日京橋川的舊址上，可以見到東京高速道路的高架路面通過。

## 历史

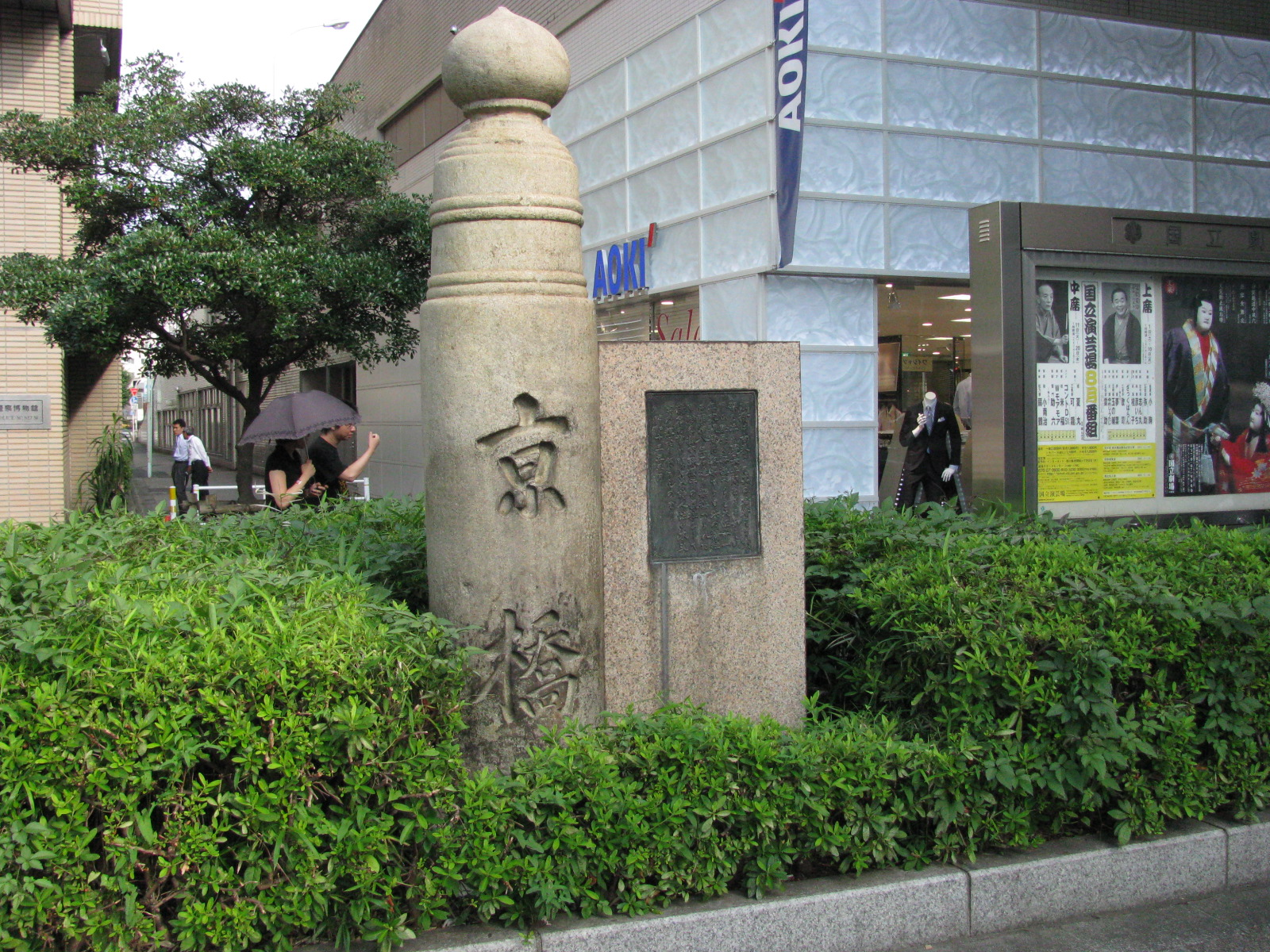
京桥的柱子（1875年建造）

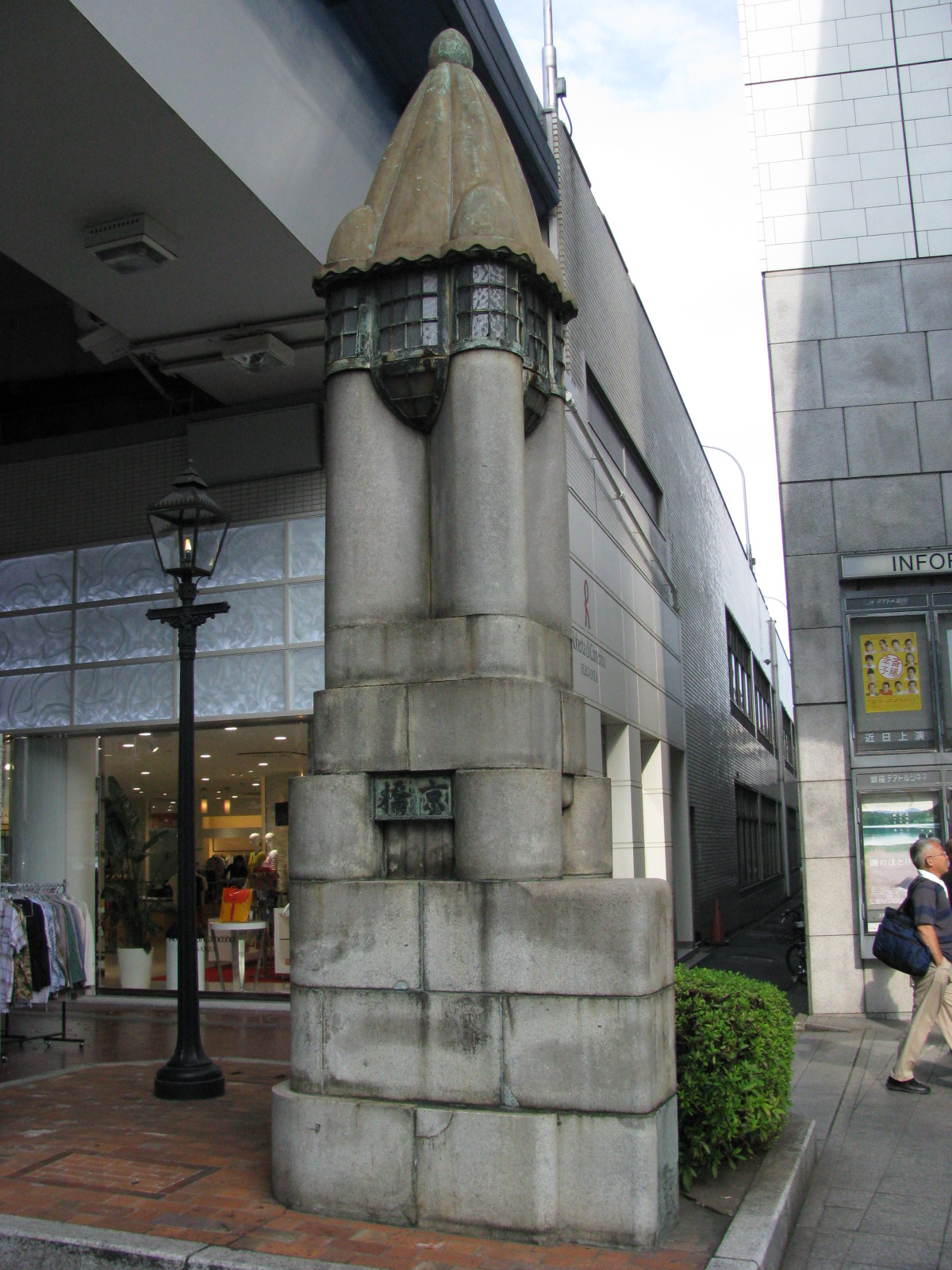
京桥的柱子（1922年建造）

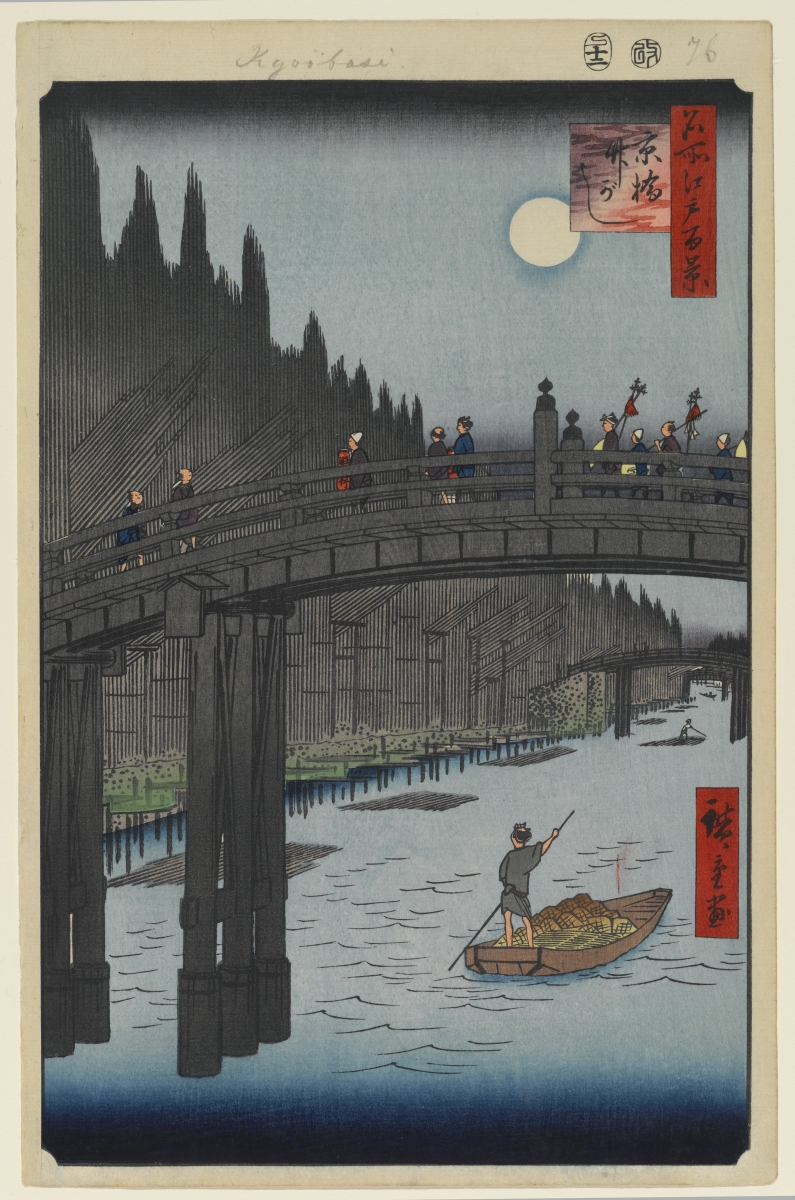
江户时代后期的京桥（歌川广重画）

### 地名由来
京桥这个地名，原来是架在京桥川中央、沟通两岸的桥的名字。东京15区时代与今天都使用这个文化景点的名字。
京桥与日本桥的名字都被用来作为地名。日本桥是东海道往东京方向必由之路，作为最古老的渡桥之一，它有着它重要的意义。桥在明治时期及以后，在1875年（明治8年）、1905年（明治38年）、1922年（大正11年）进行过上次修护。直到今天，京桥川已不复存在，而桥的支柱也只供凭吊。

### 歷史
1875年（明治8年），旧东海道开通了前往京桥川的道路。西海道肥国（即现在的熊本县，当时仍处于分裂时期，它是其中的一个小国。又因为是原火国的继承国，故又名“肥后国”）的石匠桥本勘五郎造了一座石拱桥，第二年，在砖石大街上建成了新京桥。从此，他变成了连接古老的日本桥与摩登的银座的枢纽。一方面车马铁道的轨道双线并设了大型桥，另一方面为了应付空前的交通压力，政府决定重建京桥。
1931年（昭和6年），名叫“京桥”的町诞生。正是这一调整规划，将原来的中桥广小路町、南传马町一丁目-三丁目和周边的19个町更名为京桥一丁目-三丁目。但是，当时的京桥町只有现在面积的大约1/2。
1959年（昭和34年）京桥川被埋入地底，那时的京桥大部分被撤去，只留下自身的支柱。现在的东京高速公路从京桥川的原址上方穿过，而京桥遗址上方留下的是现代化的日本桥。
1978年（昭和53年），城市规划实施方案之际，东边的宝町纳入京桥区的版图当中（后与日本桥区并入中央区。）正式确立了今天京桥的全图。

## 交通
鐵路
- 京桥站
  -  東京地下鐵银座线－車站編號 G-10
- 宝町站
  -  都营地下铁浅草线－車站編號 A-12

道路
- 鍛冶橋通
- 昭和通
- 国道15号中央通

首都高速公路出入口
- 首都高速都心环状线
- 京桥JCT
- 京桥出入口 (东京都)

## 附近设施
- 京橋消防署
- 京橋通郵局
- 普利司通美术馆
- 警队博物馆
- 東京國立近代美術館影片中心
- 全國信用組合會館
- 普利司通 总公司
- 朝日啤酒 东京分公司
- 明治屋 总公司
- 片倉工業 總公司
- Meiji Seika Pharma（Meiji Seika ファルマ） 總公司
- 大成有樂不動産 總公司
- 味之素 总公司
- Mercian（メルシャン） 總公司
- 巴川製紙所 總公司
- 東洋油墨SC控股（東洋インキSCホールディングス） 總公司
- 百樂文具 總公司
- 興銀租賃 總公司
- 兼松電子（兼松エレクトロニクス） 總公司
- 中央公論新社 總公司
- 主婦與生活社 總公司

## 京桥地域
关于京桥区的地域请参照京桥区条目。
- 明石町
- 入船一丁目 - 三丁目
- 京橋一丁目 - 三丁目
- 銀座一丁目 - 八丁目
- 新川一丁目・二丁目
- 新富一丁目・二丁目

- 筑地一丁目 - 七丁目
- 八丁堀一丁目 - 四丁目
- 滨離宮庭園
- 湊一丁目 - 三丁目
- 八重洲二丁目

旧京桥区也曾被称为京桥地域。

## 備註
1. ↑  町丁目別世帯数男女別人口　中央区ホームページ  平成25年8月1日現在 的存檔，存档日期2013-03-12.

## 关联项目
日本桥 (东京都中央区)